# Bateria rozpoznania artyleryjskiego
Bateria rozpoznania artyleryjskiego – pododdział prowadzący rozpoznanie artyleryjskie za pomocą specjalnych przyrządów (optycznych, dźwiękowych, radiolokacyjnych itp.). Składa się z plutonu topograficznego oraz plutonów rozpoznania dźwiękowego, wzrokowego i radiolokacyjnego.